# Дом Балашова
Дом Балашова — архитектурный ансамбль, расположенный в городе Верхотурье, Свердловской области.
Решением Совета народных депутатов № 75 от 18 февраля 1991 года присвоен статус памятника архитектуры регионального значения.

## Архитектура
В составе комплекса жилой дом в «кирпичном стиле», деревянный флигель и ворота. Образцовая каменная двухэтажная постройка начала XX века. Примечательным является использование ордерных элементов в рисунке наличников и элементов «кирпичного» стиля в композиции фасадов.
Ансамбль находится на левом берегу реки Туры в юго-восточной центральной части. Каменный двухэтажный жилой дом в «кирпичном стиле» размещён на углу квартала, на красных линиях улиц Ленина и Сенянского. Строительные работы были завершены к 1910 году. Собственником являлся подрядчик А. М. Балашов.
Двухэтажный каменный объём с Г-образным планом покрыт вальмовой кровлей. С западного угла пристроены кирпичные ворота в три пролёта с лучковыми перемычками и ступенчатым фронтоном (ворота утрачены). На углах и в простенках выложены филенчатые лопатки: по три на каждом уличном фасаде. Лопатки протянуты от гранитного цоколя и до раскрепованного антаблемента. Фриз антаблемента образует арочный рельеф. Парадный вход под козырьком на кованых кронштейнах устроен в торце лестничной клетки, выделенном на юго-западном фасаде парой лопаток.
Со стороны улиц асимметричные двухчастные фасады регулярно прорезаны поэтажными проёмами в семь осей и в два яруса. Окна лучковые, украшены ордерными наличниками с полуглавым выступом на венчающем карнизе.
На уличных фасадах контрастно выделяются гранитные подоконные и междуэтажные тяги, карниз кровли. Им соответствовали гранитные детали ворот (разобраны). Планировка этажей подчинена трёхчастной схеме: к Г-образному блоку жилых помещений примыкает лестничная клетка с парадной и чёрной лестницами (черная не сохранилась), а также хозяйственные и вспомогательные помещения.
По обновлённым данным Перечня объектов культурного наследия Свердловской области, флигель был снесён в 2007 году.